# Ludobójstwo w Bangladeszu

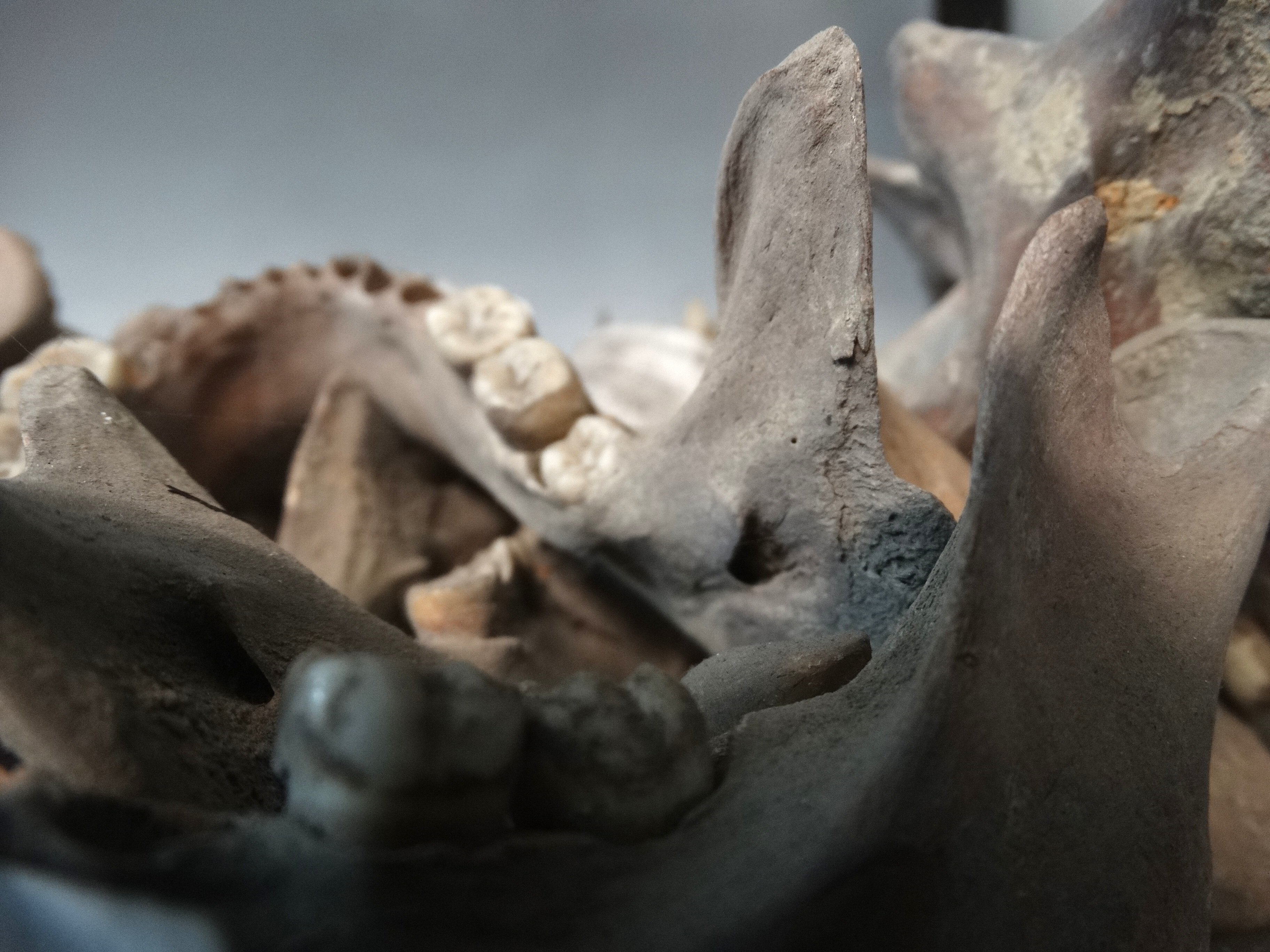
Szczątki ofiar ludobójstwa w Bangladeszu

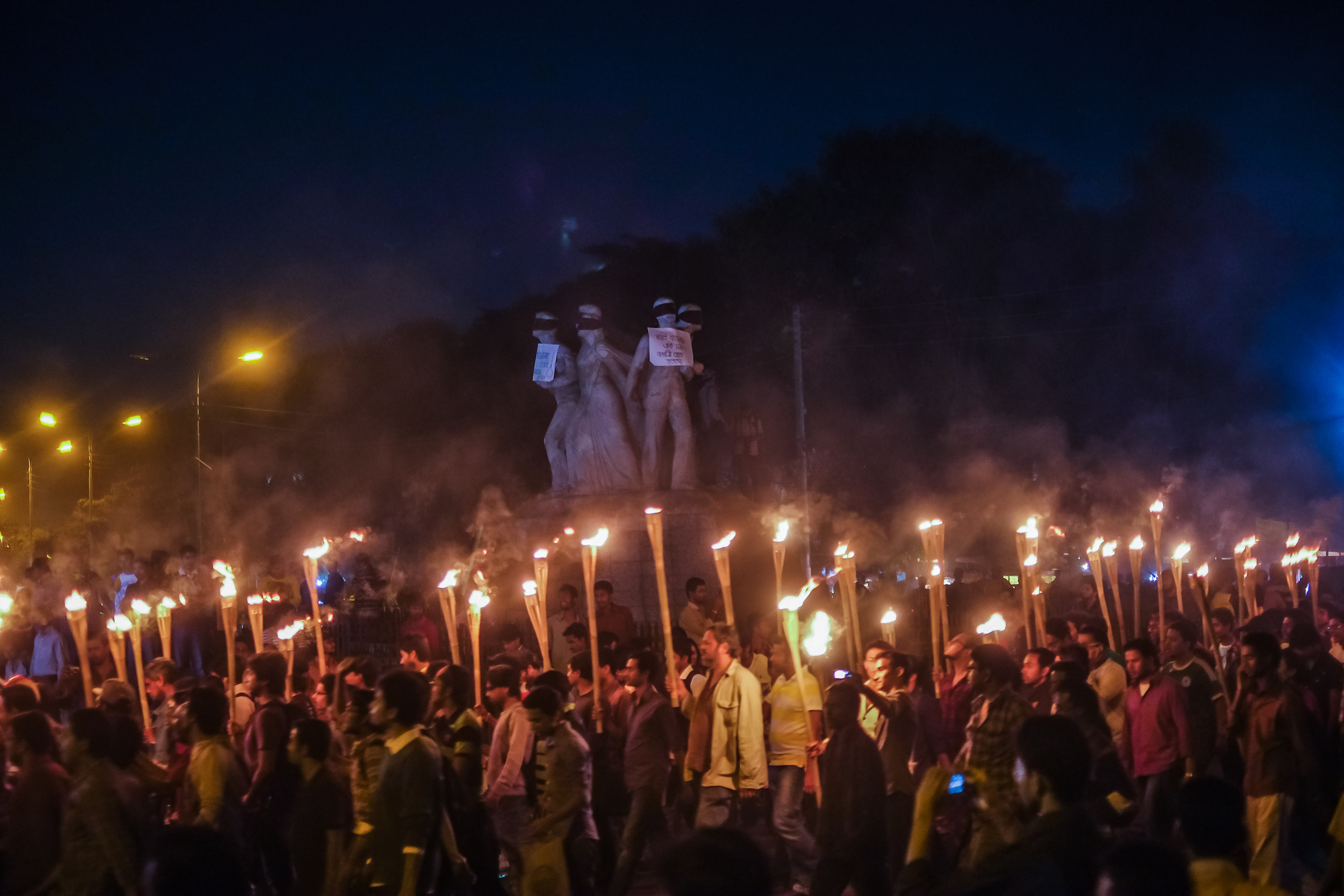
Marsz pamięci z pochodniami w kolejną rocznicę ludobójstwa w Bangladeszu, 2013

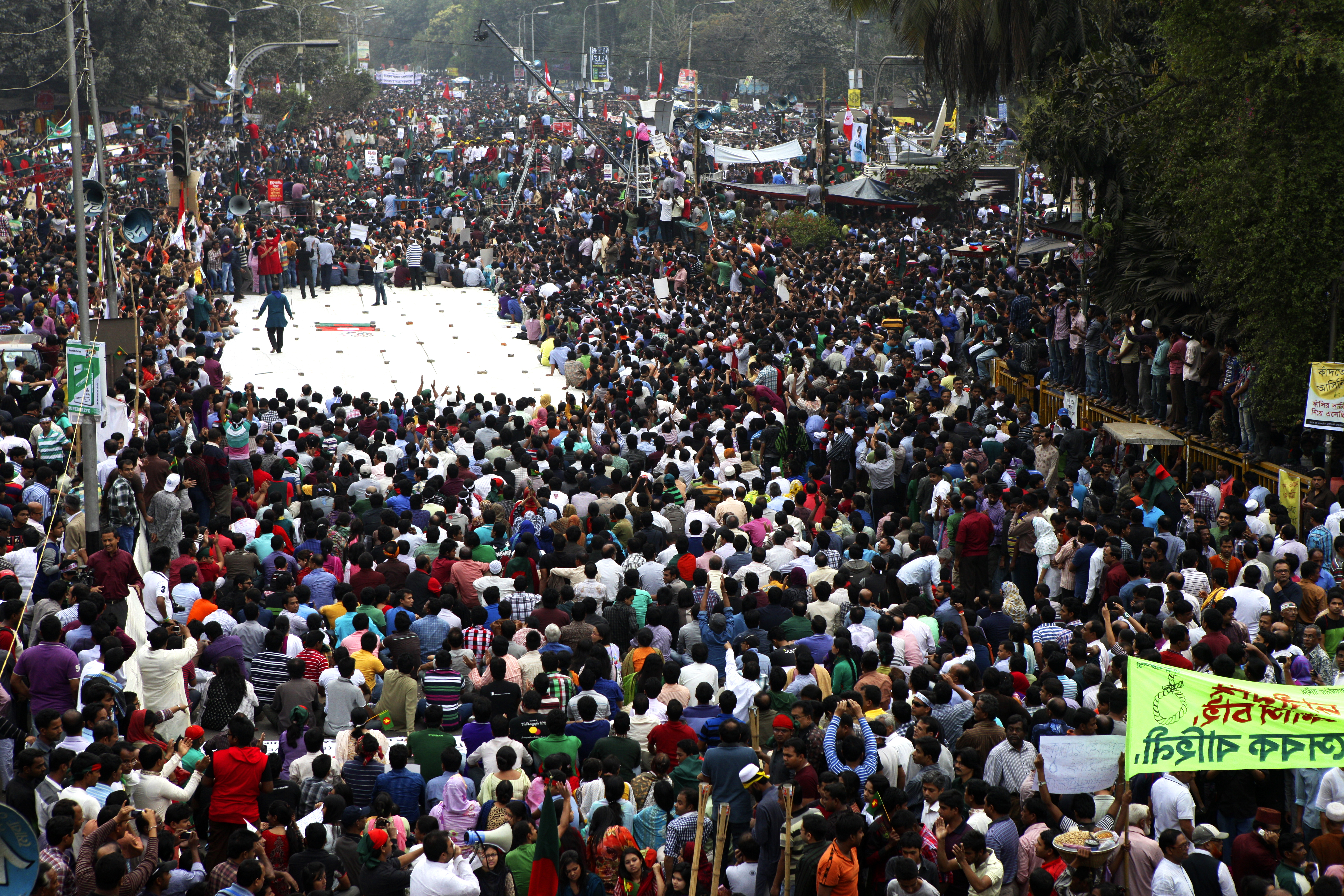
Demonstracja domagająca się postawienia przed sądem odpowiedzialnych za ludobójstwo w Bangladeszu, 2013

Ludobójstwo w Bangladeszu (beng. বাঙাল ি গণহত্যা, Bāṅāli Gôṇôhôtyā, w Bangladeszu częściej nazywane ludobójstwem 71-go, bn. একাত্তরের গণহত্যা, Ekāttorer Gôṇôhôtyā) – zbrodnia ludobójstwa popełniona na Bengalczykach, zwłaszcza bengalskich hindusach, zamieszkujących Pakistan Wschodni (obecnie Bangladesz) podczas wojny o niepodległość Bangladeszu, popełniona przez pakistańskie siły zbrojne i Razakarów.
Ludobójstwo zaczęło się 25 marca 1971 roku, gdy Pakistan Zachodni (obecnie Pakistan) rozpoczął operację Searchlight, mającą na celu militarne podporządkowanie sobie ludności bengalskiej w Pakistanie Wschodnim; Bengalczycy stanowili tam większość ludności i wzywali do ogłoszenia niepodległości od państwa pakistańskiego. Chcąc zdławić bengalski ruch niepodległościowy, prezydent Pakistanu Yahya Khan zatwierdził użycie wojsk na wielką skalę, w wyniku czego w przeciągu dziewięciomiesięcznego konfliktu żołnierze pakistańscy i lokalne propakistańskie bojówki zamordowały od 300 000 do 3 000 000 Bengalczyków i zgwałciły od 200 000 do 400 000 bengalskich kobiet w ramach systematycznej kampanii masowych morderstw i ludobójczej przemocy seksualnej. Prowadząc późniejsze dochodzenie w sprawie ludobójstwa, Międzynarodowa Komisja Prawników z siedzibą w Genewie stwierdziła, że kampania Pakistanu obejmowała próbę eksterminacji lub przymusowego usunięcia znacznej części ludności hinduskiej w kraju.
Rząd Pakistanu Zachodniego, wprowadzając dyskryminujące ustawodawstwo w Pakistanie Wschodnim, oświadczył, że za buntem Mukti Bahini (bengalskich bojowników ruchu oporu) stoją hindusi i że rozwiązanie lokalnego „problemu hinduskiego” zakończy konflikt – rząd Khana i pakistańskie elity rządzące uznały zatem represje za politykę strategiczną. Kampanii towarzyszyła ludobójcza retoryka: pakistańscy mężczyźni wierzyli, że ofiara z hindusów jest konieczna, aby naprawić złe położenie ich narodu. Na terenach wiejskich armia pakistańska przemierzała wioski i rozpytywała o miejsca, w których mieszkają hindusi, aby spalić ich we własnych domach. Hindusów identyfikowano także poprzez sprawdzanie braku obrzezania lub żądanie odmówienia muzułmańskich modlitw. Ludobójstwo spowodowało również masową ucieczkę około 8 milionów uchodźców z Pakistanu Wschodniego do Indii, z których 80–90% stanowili hindusi.
Imamowie pakistańscy uznali bengalskie kobiety za „łup wojenny” i wydali fatwę, legitymizującą wobec nich przemoc seksualną. Kobiety będące celem Pakistańczyków często umierały w niewoli lub popełniały samobójstwo, podczas gdy inne próbowały ucieczki do Indii.
Działania Pakistanu podczas wojny o niepodległość Bangladeszu posłużyły jako katalizator indyjskiej interwencji wojskowej wspierającej Mukti Bahini, co doprowadziło do wojny indyjsko-pakistańskiej w 1971 roku. Konflikt i ludobójstwo formalnie zakończyły się 16 grudnia 1971 roku, kiedy połączone siły Bangladeszu i Indii otrzymały od strony pakistańskiej prośbę o rozejm. W sumie w wyniku konfliktu około 10 milionów uchodźców z Bengalu Wschodniego uciekło na terytorium Indii, a spośród 70 mln całkowitej populacji Pakistanu Wschodniego aż ok. 30 mln ludzi zostało wewnętrznie przesiedlonych. Podczas konfliktu doszło również do przemocy na tle etnicznym pomiędzy większością hinduską a mniejszością biharską; od 1000 do 150 000 Biharczyków zginęło w odwetowych atakach bengalskich bojówek i tłumu, ponieważ współpraca Biharczyków z Pakistańczykami doprowadziła do wzrostu niechęci do tej społeczności. Od czasu porażki Pakistanu i uzyskania przez Bangladesz niepodległości termin „Osieroceni Pakistańczycy w Bangladeszu” jest powszechnie używany w odniesieniu do społeczności Biharczyków, którym odmawiano prawa do posiadania obywatelstwa Bangladeszu aż do 2008 roku.
Zarzuty o popełnienie ludobójstwa w Bangladeszu przez Pakistan zostały w tamtym czasie odrzucone przez większość państw członkowskich ONZ i do dziś rzadko pojawiają się w podręcznikach i opracowaniach na temat zbrodni ludobójstwa.